# Божидар Белојевић
Божидар Белојевић (25. децембар 1928 — 24. април 1997) био је југословенски фудбалски голман.

## Каријера
Божидар Белојевић је рођен 25. децембра 1928. године у Подгорици. Фудбалом је почео да се бави још као дечак, пре Другог светског рата у Бару, да би се након рата колонизовао у Ловћенац, у Бачкој, са родитељима, и тамо је започео поново да игра фудбал у новооснованом клубу Његош, заједно са братом.
После једног гостовања Партизана по повратку из Мађарске, 1952. године, одиграли су Партизан и Његош пријатељску утакмицу која је завршила 1:1 а Белојевић је био несавладив. Одмах после утакмице су га људи из Партизана повели са собом и отишли на турнеју по Јужној Америци.
Божидар Белојевић је био у Партизану до 1955. године да би се вратио у родну Црну Гору и наставио каријеру у Будућности из тадашњег
Титограда. Играо је до 1961. да би једну годину пре завршетка каријере бранио за Борово, тада друголигаша.
Као члан Партизана, Белојевић је учествовао у освајању два Купа Југославије, 1952. и 1954. године. Божидар Белојевић је преминуо 24. априла 1997. године.